# Ferrière-et-Lafolie
Ferrière-et-Lafolie település Franciaországban, Haute-Marne megyében. Lakosainak száma 51 fő (2022. január 1.). Ferrière-et-Lafolie Blécourt, Brachay, Fronville, Joinville és Mathons községekkel határos.

## Népesség
A település népességének változása:
| Lakosok száma | 66   | 51   | 55   | 44   | 52   | 52   | 50   | 50   | 51   | 51   |
|               | 1968 | 1982 | 1990 | 2006 | 2013 | 2015 | 2017 | 2019 | 2020 | 2022 |